# Fort Smith
Fort Smith är en stad (city) i Sebastian County i den amerikanska delstaten Arkansas. är administrativ huvudort (county seat) i Sebastian County. Staden är huvudort i tätortsregionen Fort Smith, med 298 592 invånare år 2010.
Staden är belägen i den nordvästra delen av delstaten ca 200 km nordväst om huvudstaden Little Rock och vid floden Arkansas River vid gränsen till Oklahoma.